# Jonathan Birch
Pour les articles homonymes, voir Birch.
Jonathan Birch est un philosophe britannique qui occupe le poste de professeur associé au département de philosophie, logique et méthode scientifique de la London School of Economics and Political Science. Son travail aborde la philosophie de la biologie, en particulier les questions autour de l'évolution du comportement social, des normes sociales, de la sentience et du bien-être animal.

## Carrière
Birch a étudié à l'Université de Cambridge. Il étudié de 2005 à 2008 jusqu'à obtenir une licence (BA) en sciences naturelles, puis de 2008 à 2009 jusqu'à obtenir un master en histoire et philosophie des sciences. Il a ensuite effectué un doctorat (PhD) en philosophie des sciences de 2009 à 2013 à l'Université de Cambridge. Sa thèse, supervisée par Tim Lewens, s'intitulait Kin Selection: A Philosophical Analysis. De 2012 à 2014, Birch a occupé un poste de chercheur junior (Junior Research Fellowship) au Christ's College de Cambridge. Il a reçu le prix Philip Leverhulme en 2014.
Birch a accepté un poste de professeur adjoint au département de philosophie, logique et méthode scientifique de la London School of Economics and Political Science (LSE) en 2014,. En 2017, il a publié sa monographie The Philosophy of Social Evolution chez Oxford University Press. Le livre explore les fondements philosophiques de la théorie de l'évolution sociale, fondée par WD Hamilton, y compris la règle de Hamilton, la sélection de parentèle et la valeur sélective inclusive. Birch fait valoir que la théorie de l'évolution sociale offre un potentiel pour approfondir la compréhension d'une série de domaines de la science de l'évolution, notamment l'évolution microbienne et l'évolution humaine, ainsi que dans diverses études sur la coopération,,. En 2018, Birch a été promu professeur agrégé.
À partir de 2020, Birch a été le chercheur principal du projet de recherche quinquennal Foundations of Animal Sentience (ASENT) à la LSE, financé par le Conseil européen de la recherche. En réponse aux controverses sur la nature et l'attribution de la sentience animale, le projet cherche à développer « un cadre conceptuel pour raisonner sur la sentience en tant que phénomène évolutif qui varie selon plusieurs dimensions, une compréhension plus profonde de la façon dont ces dimensions de la sentience sont liées aux aspects mesurables du comportement animal et du système nerveux, et une image plus riche des liens entre la sentience, le bien-être et le statut éthique des animaux ».
Birch a été l'auteur principal d'un rapport intitulé Review of the Evidence of Sentience in Cephalopod Molluscs and Decapod Crustaceans (« Revue des preuves de sentience chez les mollusques céphalopodes et les crustacés décapodes ») pour le ministère de l'Environnement, de l'Alimentation et des Affaires rurales du Royaume-Uni, publié en 2021. Le rapport recommande que les céphalopodes et les crustacés décapodes soient considérés comme sentients en vertu de la loi sur la protection des animaux de 2006, ainsi que d'autres lois britanniques. La loi de 2022 sur le bien-être animal (sentience), lors de sa rédaction initiale en 2021, ne reconnaissait que les vertébrés comme sentients. Cependant, en réponse au rapport de Birch, la loi a été modifiée pour inclure les céphalopodes et les décapodes.
En 2024, Birch, avec Jeff Sebo et Kristin Andrews, a lancé la Déclaration de New York sur la conscience animale. La déclaration affirme qu'« il existe un solide soutien scientifique en faveur de l'attribution d'une expérience consciente aux autres mammifères et aux oiseaux » ; que « les preuves empiriques indiquent au moins une possibilité réaliste d'expérience consciente chez tous les vertébrés (y compris les reptiles, les amphibiens et les poissons) et de nombreux invertébrés (ce qui inclut au minimum les mollusques céphalopodes, les crustacés décapodes et les insectes) » ; et que « lorsque s'il existe une possibilité réaliste d'expérience consciente chez un animal, il est irresponsable d'ignorer cette possibilité dans les décisions affectant cet animal »,.
Le deuxième livre de Birch, The Edge of Sentience: Risk and Precaution in Humans, Other Animals, and AI (« les frontières de la sentience: risques et précautions chez l'humain, les autres animaux, et l'IA »), a été publié en libre accès en juillet 2024.